# Tibor Mičinec
Tibor Mičinec (ur. 10 października 1958 w Kremnicy) – słowacki piłkarz występujący na pozycji napastnika. Reprezentant Czechosłowacji.

## Kariera klubowa
Mičinec karierę rozpoczynał w 1980 roku w Bohemiansie, grającym w pierwszej lidze czechosłowackiej. W sezonie 1982/1983 zdobył z nim mistrzostwo Czechosłowacji. Wywalczył też wicemistrzostwo Czechosłowacji w sezonie 1984/1985. W 1987 roku przeszedł do drużyny DAC Dunajská Streda, także występującej w pierwszej lidze i spędził tam dwa sezony.
W 1989 roku Mičinec został graczem cypryjskiej Omonii Nikozja. W sezonie 1989/1990 wywalczył z nią wicemistrzostwo Cypru, a w sezonie 1990/1991 Puchar Cypru. W 1991 roku przeszedł do hiszpańskiego CD Logroñés. W Primera División wystąpił jeden raz, 15 grudnia 1991 w przegranym 0:4 meczu z Realem Sociedad.
Na początku 1992 roku Mičinec wrócił do Bohemiansu, gdzie grał do końca sezonu 1991/1992. Następnie występował w zespołach FK Švarc Benešov oraz Svit Zlín z drugiej ligi czeskiej. W sezonie 1993/1994 został jej królem strzelców. W 1996 roku zakończył karierę.

## Kariera reprezentacyjna
W reprezentacji Czechosłowacji Mičinec zadebiutował 7 kwietnia 1984 w zremisowanym 1:1 towarzyskim meczu z Włochami. 27 października 1987 w wygranym 3:1 towarzyskim pojedynku z Polską strzelił swojego jedynego gola w kadrze. W latach 1984–1987 w drużynie narodowej rozegrał 7 spotkań.